# Gordan Lederer
Gordan Lederer (Zagabria, 21 aprile 1958 – Hrvatska Kostajnica, 9 agosto 1991) è stato un fotografo croato.

## Biografia
Dopo la scuola dell'obbligo a Zagabria, Lederer si è laureato in fotogiornalismo all'Istituto jugoslavo di giornalismo a Belgrado. Dal 1983, ha studiato registrazione cinematografica e televisiva all'Università di Zagabria, dove si è laureato nel 1989.
Dal 1986 al 1989, Lederer ha lavorato per film di animazione, come fotoreporter e come cameraman per la Radiotelevisione croata (HRT).
Come direttore della fotografia, nel 1987 ha girato documentari per la televisione croata. Ha inoltre diretto una serie di video indipendenti su archeologia, storia e viaggi. Nel 1990, è stato il direttore della fotografia del film documentario Tunguska Katastrofa riguardante l'Evento di Tunguska.
Fin dall'inizio della guerra in Croazia, Lederer ha filmato i luoghi degli scontri come cameraman per la televisione croata.
Il 9 agosto 1991, mentre stava filmando i soldati croati in azione a Banovina, è stato colpito da un cecchino serbo, Milan Zorić. La sua videocamera ha registrato l'intero evento. Mentre cadeva dal pendio su cui si trovava, è stato colpito da una granata.
Lederer è morto nell'auto che lo stava trasportando a Zagabria. Andrija Rašeta, generale dell'esercito popolare jugoslavo aveva rifiutato di autorizzare il volo in elicottero per trasportarlo all'ospedale di Zagabria.
Il giornalista è stato sepolto nel cimitero di Mirogoj.
Dopo la morte del figlio, la madre di Lederer ha scritto una lettera pubblicata sul quotidiano croato Vjesnik il 14 agosto 1991 in cui denunciava che il figlio era stato assassinato a tradimento da mercenari cetnici mentre stava facendo il suo lavoro di reporter e che il generale Rašeta gli aveva negato ogni possibilità di sopravvivenza.
L'assassino di Lederer, Milan Zoric, è stato condannato due volte per l'omicidio ma la pena è stata sospesa in entrambi i casi.
Sul monte Čukur, in Croazia, è stato eretto un monumento a Gordan Lederer: si tratta di una gigantesca lente dell'obiettivo di una macchina fotografica con un foro di proiettile al centro che ne ha incrinato il vetro. La lente è racchiusa in una cornice rotonda di acciaio inox. Il monumento, battezzato "Paesaggio spezzato", è stato realizzato dagli architetti dello studio NFO di Zagabria insieme allo scultore Petar Barišić.